# Дюбуа (Айдахо)
Дюбуа, також Дубойз, (англ. Dubois) — окружний центр округу Кларк, штат Айдахо, США. Згідно з переписом 2010 року населення становило 677 осіб, що на 30 осіб більше, ніж 2000 року.

## Географія
Дюбуа розташована за координатами 44°10′24″ пн. ш. 112°13′49″ зх. д. / 44.17333° пн. ш. 112.23028° зх. д. (44.173410, -112.230273).  За даними Бюро перепису населення США в 2010 році місто мало площу 6,49 км², з яких 6,48 км² — суходіл та 0,01 км² — водойми. В 2017 році площа становила 7,07 км², з яких 7,06 км² — суходіл та 0,01 км² — водойми.

### Клімат
| Клімат : Дюбуа                     | Клімат : Дюбуа | Клімат : Дюбуа | Клімат : Дюбуа | Клімат : Дюбуа | Клімат : Дюбуа | Клімат : Дюбуа | Клімат : Дюбуа | Клімат : Дюбуа | Клімат : Дюбуа | Клімат : Дюбуа | Клімат : Дюбуа | Клімат : Дюбуа | Клімат : Дюбуа |
| Показник                           | Січ.           | Лют.           | Бер.           | Квіт.          | Трав.          | Черв.          | Лип.           | Серп.          | Вер.           | Жовт.          | Лист.          | Груд.          | Рік            |
| Абсолютний максимум, °C            | 11,7           | 14,4           | 21,7           | 27,8           | 31,7           | 37,8           | 38,9           | 37,2           | 35,0           | 28,9           | 20,6           | 12,2           | 38,9           |
| Середній максимум, °C              | −2,3           | 0,6            | 5,5            | 12,6           | 18,3           | 23,9           | 29,0           | 28,7           | 22,7           | 14,6           | 3,8            | −1,8           | 12,9           |
| Середній мінімум, °C               | −12,2          | −9,9           | −5,7           | −1,3           | 3,1            | 6,9            | 10,4           | 9,7            | 4,8            | −0,4           | −6,7           | −11,8          | −1,1           |
| Абсолютний мінімум, °C             | −33,3          | −32,2          | −25            | −24,4          | −9,4           | −5,6           | −1,1           | −1,1           | −16,7          | −16,7          | −26,1          | −35            | −35            |
| Норма опадів, мм                   | 20             | 18             | 24             | 28             | 51             | 42             | 27             | 26             | 26             | 21             | 26             | 23             | 332            |
| Днів з опадами                     | 8,6            | 6,9            | 7,1            | 7,3            | 9,9            | 8,5            | 6,2            | 5,7            | 4,5            | 5,4            | 7,3            | 8,3            | 85,7           |
| Днів зі снігом                     | 8,0            | 5,8            | 3,9            | 2,1            | 0,6            | 0,1            | 0,0            | 0,0            | 0,1            | 1,0            | 4,9            | 7,1            | 33,6           |
| ---------------------------------- | -------------- | -------------- | -------------- | -------------- | -------------- | -------------- | -------------- | -------------- | -------------- | -------------- | -------------- | -------------- | -------------- |
| Джерело: NOAA (normals, 1971–2000) |                |                |                |                |                |                |                |                |                |                |                |                |                |

## Демографія

### Перепис 2010 року
За даними перепису 2010 року, у місті проживало 677 осіб у 229 домогосподарствах у складі 167 родин. Густота населення становила 104,6 ос./км². Було 265 помешкань, середня густота яких становила 40,9/км². Расовий склад міста: 67,1 % білих, 0,9 % афроамериканців, 0,7 % індіанців, 0,3 % азіатів, 30,4 % інших рас, а також 0,6 % людей, які зараховують себе до двох або більше рас. Іспанці та латиноамериканці незалежно від раси становили 49,6 % населення.
Із 229 домогосподарств 41,9 % мали дітей віком до 18 років, які жили з батьками; 58,1 % були подружжями, які жили разом; 9,2 % мали господиню без чоловіка; 5,7 % мали господаря без дружини і 27,1 % не були родинами. 21,4 % домогосподарств складалися з однієї особи, у тому числі 10,5 % віком 65 і більше років. У середньому на домогосподарство припадало 2,96 мешканця, а середній розмір родини становив 3,46 особи.
Середній вік жителів міста становив 32,3 року. Із них 32,6 % були віком до 18 років; 8,4 % — від 18 до 24; 24,6 % від 25 до 44; 22,5 % від 45 до 64 і 11,8 % — 65 років або старші. Статевий склад населення: 51,6 % — чоловіки і 48,4 % — жінки.
Середній дохід на одне домашнє господарство  становив 49 198 доларів США (медіана — 35 313), а середній дохід на одну сім'ю — 54 005 доларів (медіана — 40 625). За межею бідності перебувало 15,4 % осіб, у тому числі 9,2 % дітей у віці до 18 років та 8,0 % осіб у віці 65 років та старших.
Цивільне працевлаштоване населення становило 294 особи. Основні галузі зайнятості: сільське господарство, лісництво, риболовля — 55,8 %, публічна адміністрація — 10,2 %, роздрібна торгівля — 9,9 %.

### Перепис 2000 року
За даними перепису 2000 року, у місті проживало 647 осіб у 214 домогосподарствах у складі 164 родин. Густота населення становила 112,0 ос./км². Було 245 помешкань, середня густота яких становила 42,4/км². Расовий склад міста: 70,02 % білих, 1,08 % індіанців, 0,15 % азіатів, 0,15 % тихоокеанських остров'ян, 27,51 % інших рас і 1,08 % людей, які зараховують себе до двох або більше рас. Іспанці та латиноамериканці незалежно від раси становили 39,57 % населення.
Із 214 домогосподарств 49,1 % мали дітей віком до 18 років, які жили з батьками; 60,7 % були подружжями, які жили разом; 10,3 % мали господиню без чоловіка, і 22,9 % не були родинами. 19,6 % домогосподарств складалися з однієї особи, у тому числі 11,2 % віком 65 і більше років. У середньому на домогосподарство припадало 3,02 мешканця, а середній розмір родини становив 3,52 особи.
Віковий склад населення: 36,0 % віком до 18 років, 8,0 % від 18 до 24, 27,2 % від 25 до 44, 18,4 % від 45 до 64 і 10,4 % років і старші. Середній вік жителів — 30 років. Статевий склад населення: 51,8 % — чоловіки і 48,2 % — жінки.
Середній дохід домогосподарств у місті становив $29 167, родин — $30 417. Середній дохід чоловіків становив $24 444 проти $21 000 у жінок. Дохід на душу населення в місті був $10 389. Приблизно 21,4 % родин і 20,9 % населення перебували за межею бідності, включаючи 25,7 % віком до 18 років і 14,1 % від 65 і старших.